# Jean Galfione
Jean Galfione, né le 9 juin 1971 à Paris, est un athlète français, spécialiste du saut à la perche. 
En 1996, à Atlanta, il devient champion olympique du saut à la perche en effaçant une barre à 5,92 m, nouveau record olympique. Premier Français à franchir la barre des six mètres, le 6 mars 1999, à l'occasion de sa victoire aux Championnats du monde en salle de Maebashi, il détient le record de France en plein air de 1993 à 2009.
Depuis 2005, Jean Galfione se consacre à la voile, sa deuxième passion. Il est désormais le skipper du Team Serenis Consulting et a participé à la Route du Rhum en 2014 et 2018. Le nouveau Class40 Serenis Consulting a été livré au printemps 2021, en prévision de la participation de Jean Galfione à la Transat Jacques-Vabre en 2021 et à la Route du Rhum en 2022.

## Biographie

### Débuts
Jean Galfione naît en 1971 à Paris dans une famille sportive. Fils d'une ancienne gymnaste et d'un ancien escrimeur de haut niveau, il est par ailleurs le neveu de Jean-Claude Magnan, vice-champion olympique de fleuret en 1964. Il découvre le saut à la perche à l'âge de treize ans alors qu'il pratique les épreuves combinées au Stade français où il est entraîné par Gérard Lenzoni. C'est en feuilletant un numéro spécial de Paris Match sur les Jeux olympiques de Los Angeles 1984 que Galfione a en effet trouvé son héros, le champion olympique à la perche Pierre Quinon. Repéré par Maurice Houvion, entraîneur à l'INSEP, il se consacre pleinement à cette discipline et établit un nouveau record de France cadets en 1988 (5,16 m). En 1990, il remporte son premier titre international lors des Championnats du monde junior de Plovdiv avec un saut à 5,45 m. Il franchit 5,80 m en 1991, puis 5,90 m l'année suivante lors du meeting de Saint-Denis.
En début d'année 1993, Galfione décroche la médaille de bronze des Mondiaux en salle de Toronto, devancé au nombre d'essais par Grigoriy Yegorov, et obtient en août, une place de finaliste (8e) lors des Championnats du monde de Stuttgart avec 5,70 m. En 1994, le Français termine troisième de la finale de la perche des Championnats d'Europe d'Helsinki remportée par Rodion Gataullin. Peu avant la compétition, il porte le record de France à 5,94 m. 
L'année suivante, il remporte à Göteborg la médaille de bronze des Championnats du monde 1995 avec un saut à 5,86 m. Il est devancé par l'Ukrainien Sergueï Bubka et le Russe Maksim Tarasov.

### Titre olympique à Atlanta

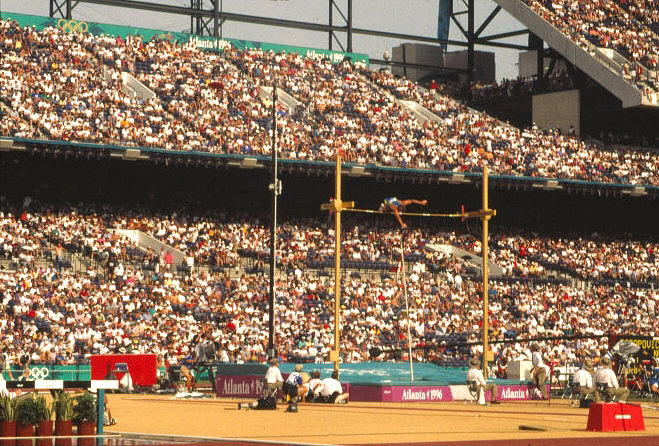
Concours du saut à la perche des Jeux olympiques d'été de 1996.

Le 2 août 1996, Jean Galfione devient champion olympique lors des Jeux d'Atlanta de 1996. Au bout de quatre heures trente de compétition, il établit un nouveau record olympique de la discipline avec 5,92 m et devance finalement le Russe Igor Trandenkov, qui a franchi la même hauteur également au premier essai mais compte un échec de plus sur l'ensemble du concours. Il devient le second athlète français champion olympique à la perche après Pierre Quinon, couronné douze ans plus tôt à Los Angeles. Favori de la compétition, Sergueï Bubka ne participe pas à la finale à la suite de son élimination au stade des qualifications à cause d'une inflammation au tendon d’Achille.
En 1998, Galfione réalise 5,97 m au meeting en plein air d'Athènes, et obtient une nouvelle médaille de bronze continentale lors Championnats d'Europe de Budapest. Il se classera également deuxième lors des Goodwill Games de 1998, avec un saut à 5,80 m.

### Champion du monde en salle et barrière des 6 mètres
Le 5 mars 1999, à l'occasion des Championnats du monde en salle de Maebashi, il entre dans le club fermé des perchistes ayant franchi la barre des six mètres. Le Français établit un nouveau record des Championnats avec 6,00 m et devance l'Américain Jeff Hartwig de cinq centimètres. Le 23 juillet 1999, il bat son propre record de France en plein air en réalisant 5,98 m à Amiens, mais est éliminé dès les qualifications des Championnats du monde de Séville, ne parvenant pas à franchir la moindre hauteur. 
Durant la saison 2000, Galfione doit faire face à plusieurs blessures, notamment une tendinite à la cheville gauche, et doit subir par ailleurs une opération d'un pneumothorax. Il parvient néanmoins à se qualifier pour les Jeux olympiques de Sydney mais est éliminé en qualifications. Il est handicapé en 2001 et 2002 par une blessure au tendon d'Achille qui occasionnera une nouvelle opération. Ne parvenant pas à réaliser les minima de qualification pour les Mondiaux de Paris en 2003, il refuse une invitation du Directeur technique national français et déclare forfait. 
Jean Galfione décide de mettre à un terme à sa carrière à la fin de l'été 2005. Il obtient en début d'année une sixième place lors des Championnats d'Europe en salle et ne parvient pas à se qualifier pour la finale des Championnats du monde d'Helsinki (5,45 m en qualifications).

## Reconversion

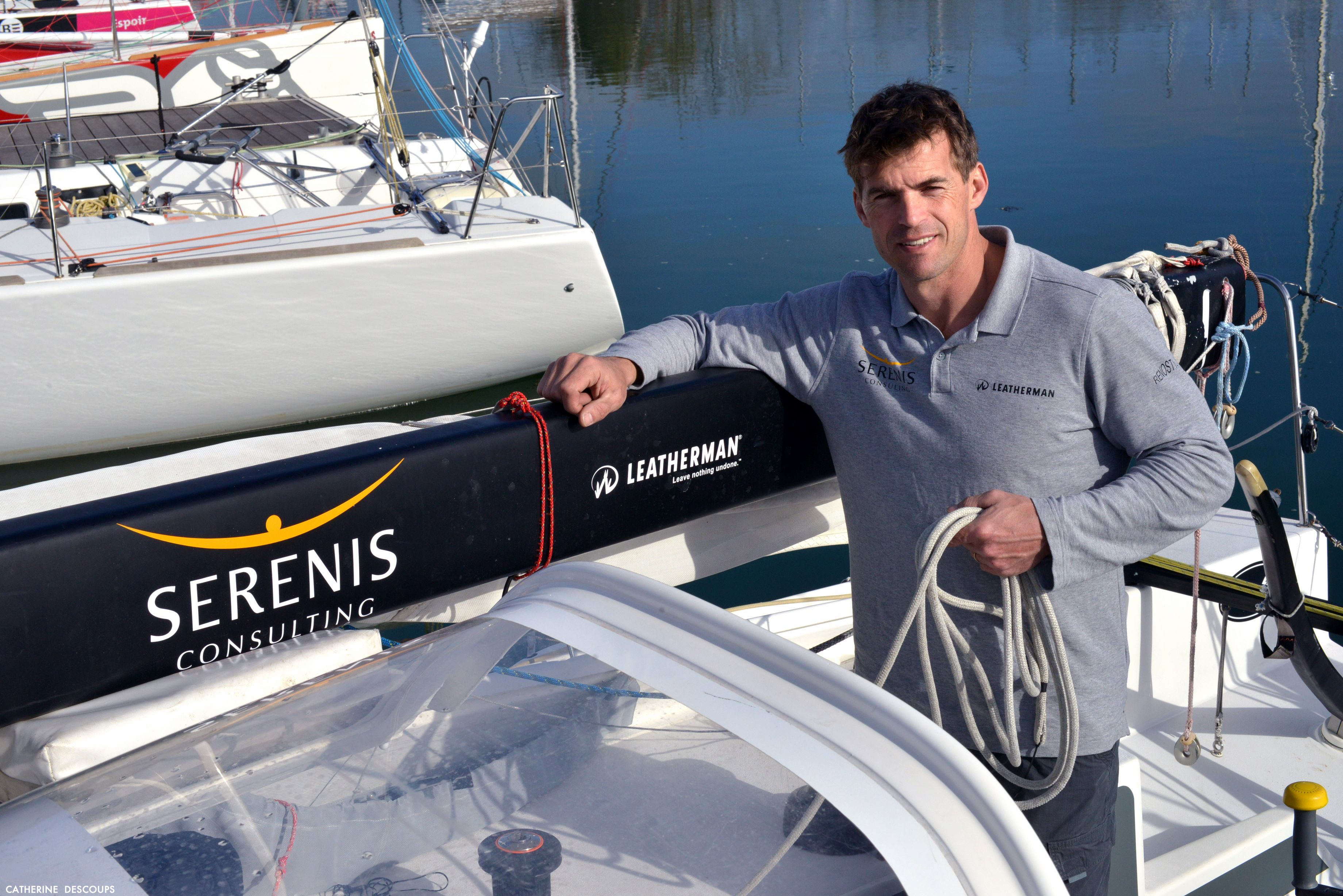
Jean Galfione à bord de son class40, Serenis Consulting

Après son retrait des pistes d'athlétisme, il décide de se consacrer à l'une de ses autres passions, la voile, en rejoignant comme « grinder » l'équipe de K-Challenge, le syndicat français qui participe à la Coupe de l'America en 2007. Cette aventure se solde par une 8e place lors des éliminatoires de la Coupe Louis Vuitton 2007. 
Jean Galfione commente les compétitions d'athlétisme sur la chaine de télévision Canal+ avec Grégoire Margotton puis Stéphane Guy.
Il présente également un certain nombre de reportages sur les côtes françaises, à bord d'un voilier traditionnel dans l'émission La mer en face diffusée sur Voyage, RMC Découverte et produite par la société de production Découpages.
Il participe à la Transat La Solidaire du Chocolat de Nantes / Saint-Nazaire à Progreso dans la province du Yucatan au Mexique, transat en double sur Class40 dont le départ a été donné le 11 mars 2012.
En 2014, il navigue sur Serenis Consulting et prépare la Route du Rhum 2014, célèbre transatlantique en solitaire, dont le départ est donné le 2 novembre de Saint-Malo. Il finira 18e de sa catégorie. Il a terminé 5e du Grand Prix Guyader à Douarnenez au mois de mai et a participé également à la Normandy Channel Race aux côtés de Roland Jourdain.
Le 4 novembre 2018, il prend le départ de sa deuxième Route du Rhum mais s'étant abrité, comme beaucoup de skippers de Class40, une semaine à Brest compte tenu des conditions météo, il décide d'abandonner le 12 novembre 2018. 
Le 7 novembre 2021, il a pris le départ de la transat Jacques-Vabre 2021 avec Éric Péron et ils ont fini à la 10e place de la Class40.
Le 9 novembre 2022, il a pris le départ de sa troisième Route du Rhum. Il a abandonné le 14 novembre sur commotion cérébrale. Le navigateur avait reçu un gros choc à la tête au large de La Corogne.

## Palmarès

### International
| Date | Compétition                    | Lieu                 | Résultat | Marque |
| ---- | ------------------------------ | -------------------- | -------- | ------ |
| 1990 | Championnats du monde juniors  | Plovdiv              | 1er      | 5,45 m |
| 1991 | Championnats du monde          | Tokyo                | 10e      | 5,40 m |
| 1992 | Jeux olympiques                | Barcelone            | Qualif.  | 5,50 m |
| 1993 | Championnats du monde en salle | Toronto              | 3e       | 5,80 m |
| 1993 | Championnats du monde          | Stuttgart            | 8e       | 5,70 m |
| 1993 | Universiade d'été              | Buffalo              | 3e       | 5,60 m |
| 1993 | Jeux méditerranéens            | Languedoc-Roussillon | 3e       | 5,35 m |
| 1994 | Championnats d'Europe en salle | Paris                | 2e       | 5,80 m |
| 1994 | Championnats d'Europe          | Helsinki             | 3e       | 5,85 m |
| 1994 | Coupe d'Europe des nations     | Birmingham           | 1er      | 5,70 m |
| 1994 | Coupe du monde des nations     | Londres              | 2e       | 5,75 m |
| 1995 | Championnats du monde          | Göteborg             | 3e       | 5,86 m |
| 1995 | Jeux mondiaux militaires       | Rome                 | 1er      | 5,70 m |
| 1996 | Jeux olympiques                | Atlanta              | 1er      | 5,92 m |
| 1997 | Coupe d'Europe des nations     | Munich               | 2e       | 5,75 m |
| 1998 | Championnats d'Europe          | Budapest             | 3e       | 5,76 m |
| 1998 | Goodwill Games                 | Uniondale            | 2e       | 5,80 m |
| 1999 | Championnats du monde en salle | Maebashi             | 1er      | 6,00 m |
| 2005 | Championnats d'Europe en salle | Madrid               | 6e       | 5,60 m |

### National
- Champion de France seniors 1993, 1994, 1995, 1996, 1997 et 1998
- Champion de France en salle en 1990, 1993 et 1994
- 36 sélections en équipe de France A, de 1990 à 2005 (et 5 en juniors)

## Records
Ses records personnels en compétition sont de :
- 6,00 m (ancien record de France en salle, 1999)
- 5,98 m (ancien record de France en plein air, 1999) (et à 4 autres reprises, en 1993 - 2 fois, 1994 et 1998)
- 5,92 m (ancien record olympique, 1996)
- 5,60 m (record de France juniors en salle, 1990)
- 5,16 m (ancien record de France cadet, 1988)

## Filmographie
- 2014 : Fastlife de Thomas N'Gijol : lui-même (caméo)